# 趙佶草書千字文
趙佶《草書千字文》卷，趙佶是宋徽宗的姓名，傳《草書千字文》書寫於宋徽宗宣和四年（1122年）。此卷高31.5公分，寬1172公分，紙本，以描金雲龍箋書寫，紙長三丈多，無一接縫，文末鈐「御書」印一枚，花押「天下一人」，現由遼寧省博物館收藏。

## 簡介
《千字文》原名《次韻王羲之書千字》，為南梁朝的周興嗣奉旨編作的一首長韻文，篇文由一千個不重複的漢字組成。史載梁武帝蕭衍集取王羲之寫的一千個字帖，想讓親人作為習練書法的字帖，但覺得這千字的排文雜亂無章，於是命散騎侍郎周興嗣（470年─521年）重新編文，周興嗣竟然在一夜之間將《千字文》編成，滿頭鬢髮皆白。由於這篇一夜杰作全文理脈貫通，編組優美，又句句引經，字字用典，加之語體簡明容易誦記，非常適合童齡學習。《千字文》不僅令周興嗣完成了王命，也造就了一部傳頌一千五百多年的啟蒙鉅著，此文是自六朝以來盛行最久的一篇通學字書。同時，也是歷代書法家，爭相揮毫的精典文本。
宋徽宗趙佶 （1082年－1135年），宋神宗第十一子，宋哲宗的弟弟，哲宗無子，病逝後向皇后逐立他為帝，為宋朝第八位皇帝。宋徽宗同時也是中國歷史上最富才藝的皇帝之一，史上著名的大畫家和大書法家，他的藝術造詣極高，自創「瘦金書」字體。他的「亓」花押，可以説是中國歷史上最出名的花押。在位25年，可惜晚年寵信權臣及宦官，導致宋朝滅亡，被俘虜折磨而亡，一位才華絕代的藝術家，最終成了亡國君，後世元朝右丞相脫脫在《宋史》中說：「宋徽宗諸事皆能，獨不能為君耳！」。
趙佶一生不知寫了多少卷的《千字文》，流傳至今，僅存兩件：一件為瘦金體，藏於上海博物館；一件為草書，藏於遼寧博物館。此篇《草書千字文》，以狂草寫成，清 孫承澤在《庚子消夏錄》中說：「徽宗千文，書法懷素。」可知徽宗《草書千字文》的學習取法對象為唐朝的懷素，書法史評為：「與懷素相比，委實伯仲難分」。此作是趙佶於宣和壬寅（1122年）四十歲時所書，此卷作品寫的精妙，在全長三丈餘的金箋紙上一氣呵成，幾無敗筆，達到縱心奔放，意度天成，任意馳騁的極致，被譽為“天下一人絕世墨寶”。《中國書畫定級圖典》寫到：「書法學唐人懷素草法，但全出於自運，筆法勁健流暢。因筆劃挺健似瘦筋，故其所作楷書被稱為瘦金書，此卷草書亦有其意。後歸清內府收藏。本幅鈐有清乾隆、嘉慶、宣統內府鑒藏印，於《清河書畫舫》著錄。此卷為趙佶草書的代表作，且全卷書用泥金雲龍箋，長達十一米多而無一接縫，是北宋高度發達的造紙術的實物證明，故定為國寶。」由是，国家文物局的書畫鑒定組專家們，將趙佶《草書千字文》卷定為「國寶一級文物（書畫類）」，列為禁止出國（境）展覽的文物，由此可鑒知歷史對宋徽宗這件《草書千字文》的珍視程度。

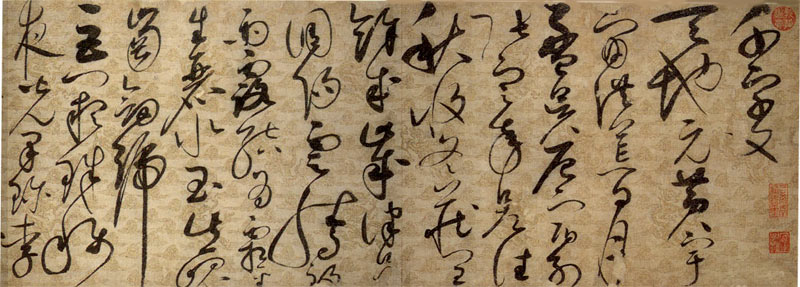
宋徽宗 趙佶《草書千字文》。

## 歷代評論
- 明初曹明仲在《格古要論》記載：「予嘗見宋徽廟御書千文，其首尾長五丈有奇，信乎匹紙三丈也。」[10]
- 明初陶宗儀在《書史會要》中說：「意度天成，非可以形迹求也。」[11]
- 清初孫承澤在《庚子消夏錄》中指出：「徽宗千文，書法懷素。」
- 當代書畫鑒定家楊仁愷評：「此卷草書怪怪奇奇，大大小小。有的如騰猿過樹，逸虬[註 3]得水；有的或連或絕，如花亂飛；有的若枯松之臥高嶺，類巨石之偃鴻溝；有的如飛鳥出林，驚蛇入草。」，又「此卷草書行筆飛動，全長數丈，一氣呵成，幾無敗筆可尋。」
- 當代書畫鑒定家徐邦達評：「此是徽宗晚年真跡，筆法勁健流暢，稍學懷素，也不為師法所拘，應是極得意筆。」

## 藏本
- 遼寧博物館藏藏本[1]

## 真偽鑒析
中國國家文物局書畫鑒定組專家及楊仁愷、徐邦達等多位近代書畫鑒定家及明清書畫名家，一致推崇遼寧博物館藏宋徽宗趙佶《草書千字文》卷為真跡，但有也專家持不同的看法，如：當代書畫鑒定家王乃棟在「宋徽宗《草書千字文》真偽鑒定與贗品失誤度」
文中提出幾點質疑，整理如下：

### 書畫本體的藝術性
- 宋徽宗《草書千字文》卷中書寫不佳的字：
  - 頭重腳輕的「萬方」。
  - 頭輕腳重的「通」字。
  - 左右分家的「張」、「映」字。
  - 上下脫節的「巨闕」字。

### 書畫作者的藝術風格和筆墨特性
- 宋徽宗《草书千字文》卷中筆法肥濁拖拉，結體粗軟庸俗的字：
  - 「審」、「黎」、「射」、「嵇」等字。
- 宋徽宗《草书千字文》卷中向上連筆運筆拙劣的字：
  - 「束」、「帷」、「帝」、「煒」、「市」等字。

### 書法字體的規範性
- 宋徽宗《草書千字文》卷中不符草書規範的字：
  - 如「母」字：非每非母；「紙」字：非姿非紙；「皆」字：非湛非皆；「貌」字：非翰非貌。

以上說明書者不懂運腕用鋒，一位楷書筆法精巧瘦勁的書法家，所寫的草書出現肥俗粗濁的筆劃，令人無法理解。

### 書畫作品來源考證
- 宋徽宗《草書千字文》卷竟是一件來歷不明的「三無」作品：
  - 最早的收藏印章由清乾隆鈐蓋，通篇無一方宋、元、明及清初人的收藏印章。
  - 卷後無一字宋、元、明及清初人的題跋。
  - 查遍宋、元、明及清初人的文獻，查無其他著錄此卷的書籍記錄，在古籍中僅見收錄於《清河書畫舫》[6]，而且這條著錄是否指的就是這卷宋徽宗《草書千字文》也頗受質疑。

### 碑帖字體線條比較
- 故宮博物院館藏《宋刻宋徽宗草書千字文》拓本（明代流傳）：
  - 此拓本草書字體的線條較細，粗細差距不大，依稀可見瘦金體風範，比較符合宋徽宗草書的書風。
  - 與墨跡進行對比，墨跡本線條粗細與宋刻拓本相差懸殊，細者如絲，粗者如杵，結字聚散亦多失誤，藝術性不佳，墨跡極有可能是依據拓本仿寫。
- 《宋刻宋徽宗草書千字文》拓本因屬當代摹刻，不可能有後人的收藏印章。宋徽宗《草書千字文》據以複製，所以通篇不見宋代以後的古人藏印。

### 書畫作品用紙問題
- 宋徽宗《草書千字文》卷所使用的泥金龍紋箋紙常被作為真品書寫的物證，但據明代沈德符《萬曆野獲編》記載：「宣和龍箋、金粟藏經紙，俱可飾裝褫耳」[13]，可見明代時還經常使用這種紙，故不能以用紙來做為真偽的憑據。

### 書畫贗記問題
- 王乃棟說：「在鑒定古書畫時注意尋找作偽者故意留下的破綻，往往可以十拿九穩地識別贗品。」宋徽宗《草書千字文》中作偽者留下的贗記[註 4]：
  - 寒來暑往的「來」字，寫成了「卒」字，來字中間一豎寫成了拐彎的方折形。
  - 起翦頗牧的「翦」字，寫成了「剪」字，還刀上出頭成為「力」部。
  - 駭躍超驤的「驤」字，右下角寫出了一個「麗」部，成了既非驤字又非驪字。
- 清初孫承澤在《庚子消夏錄》卷八記錄一卷－宋徽宗《草書千文》中說：「徽宗《千文》，書法學懷素而腕力弱甚，後題『宣和壬寅御書』，上用『御書』印，簽押。有雲林、子久及黃琳、袁柳莊諸收藏印。予得之亂後，今已贈人。」孫氏仍懷疑此卷不是真品，所以「今已贈人」。